# Chambœuf (Côte-d'Or)
Chamboeuf é uma comuna francesa na região administrativa da Borgonha-Franco-Condado, no departamento de Côte-d'Or. Estende-se por uma área de 11,17 km². Em 2010 a comuna tinha 396 habitantes (densidade: 35,5 hab./km²).